# أدريان هادلي
أدريان هادلي (بالإنجليزية: Adrian Hadley)‏ هو لاعب اتحاد الرغبي بريطاني، ولد في 1 مارس 1963 في كارديف في المملكة المتحدة.

## وصلات خارجية
- أدريان هادلي عل موقع إسبنسكروم (الإنجليزية)
- أدريان هادلي على موقع ItsRugby.co.uk (الإنجليزية)